# Zbojník (film)
Zbojník je film režiséra Leoše Kastnera, jehož příběh se odehrává v roce 1278 na jižním Plzeňsku, tedy v období aktivity Braniborů v českých zemích.

## Spolupráce
Na tvorbě spolupracuje například historik profesor Josef Žemlička, pracovníci Domu historie Přešticka či odborník na dobové kostýmy Vojtěch Vrobel. Při tvorbě filmu dochází také ke spolupráci s plzeňskou Fakultou designu a umění Ladislava Sutnara.

## Financování
Tvůrci filmu vybírali prostředky na vytvoření filmu pomocí crowdfundingové kampaně, která by měla začít v září 2020 (původně byla plánována již na léto, ale musela být odložena kvůli pandemii koronaviru).

## Příběh
Příběh pojednává o postavě Oldřicha ze Sukořína, syna Držky z Roupova, který se vrací po sedmi letech z deváté křížové výpravy zpět na jižní Plzeňsko. Zde zjišťuje neutěšenou místní situaci způsobenou rabováním Braniborů. Během obrany chotěšovského kláštera zachrání dívku, do které se zamiluje, a spolu nacházejí útočiště v lese u Knížské skály nedaleko vesnice Řenče, kde již žijí přeživší vypálení obce.

## Herecké obsazení
| Jakub Chromeček    | Oldřich ze Sukořína    |
| Robert Husárek     | Matěj, kovář z Roupova |
| Dagmar Kršňáková   | Anna z Krašova         |
| Tereza Danihlíková |                        |
| Jakub Albrecht     |                        |
| Onuralp Yildiz     |                        |
| Alexej Pyško       | vypravěč v prologu     |